# Aleksandar Kozlina
Aleksandar Kozlina (Donji Skrad 20. prosinca 1938. – Novi Sad 10. travnja 2013.), bivši prvotimac Hajduka i reprezentativac.
U Hajduk dolazi u proljeće 1959. a doveli su ga Lenko Grčić i Jere Burazin, otevši ga Crvenoj zvezdi koja ga je također tražila, uz riječi "Mi smo iz Hajduka, došli smo po tebe, vodimo te autom u Split!". Prvi službeni nastup zabilježio je već 7. lipnja 1959. protiv Rijeke u Splitu koju je Hajduk dobio s visokih 6:2. Od dolaska pa do 1967 godine koliko je proveo u Hajduku odigrao je 177 utakmica i zabio 12 golova, od čega 2 u 89 prvenstvenih utakmica i 1 u 13 kup utakmica. S Hajdukom osvaja kup 1966/67 a nastupio je u utakmici protiv Dinare u Kninu (2:3).
Nakon Hajduka odlazi u nekoliko europskih klubova, u belgijski Liège od 1967. do 1973. godine, a onda do 1975. u klub Victoria iz Kölna. U Njemačkoj završava i višu trenersku školu. 
Sudionik je Olimpijskih igara 1960. u Rimu i nositelj zlatne olimpijske medalje.
Statistika u Hajduku
| Natjecanje        | Nastupi | Zgoditci |
| ----------------- | ------- | -------- |
| Prvenstvo         | 89      | 2        |
| Kup               | 13      | 1        |
| Superkup          | 0       | 0        |
| Međunarodne       | 0       | 0        |
| Splitski podsavez | 0       | 0        |
| Ukupno            | 102     | 3        |
| Prijateljske      | 75      | 9        |
| Sveukupno         | 177     | 12       |